# Лазар Бугарчић
Лазар Бугарчић (Краљево, 1873 – Београд, 1. март 1930) био је српски привредник, трговац и добротвор.

## Биографија
Лазар Бугарчић је рођен 1873. године у Краљеву. Потекао је из велике и угледне краљевачке породице. Основну школу је завршио у родном граду.  У крагујевачкој гиманзији је 1892. године положио седми разред, а матуру годину дана касније у Крушевцу. Студирао је права на Великој школи у Београду, а након што је ове студије завршио 1898. године, одлази у Лајпциг. У Лајпцигу је дипломирао 1900. године на високој трговачкој школи, а 1901. године је докторирао у Хајделбергу са темом из области књиговодства државних установа.
По повратку у Београд запослио се у Извозној банци као чиновник секретаријата, а 1902. године је унапређен на положај вршиоца дужности директора одељења за сточарство. У току 1903. године обављао је дужност прокуристе ове банке у Пешти. Неколико година касније се преселио у Ниш, где је отворио филијалу Извозне банке, а од 1908. до 1909. године је био и директор ове филијале. У Београд се вратио накн што је био постављен за директора Кланичног друштва.
Још као студент био је изабран за члана Академског певачког друштва Обилић. Био је члан управе Банкарског друштва, Есконтне банке, Опште привредне банке, потпредседник Извозничког удружења, члан финансијског одбора Београдске берзе, Управе удружења банака, привредног савета Министарства трговине, фабрике кола Бели орао, фабрике коже, старешинства Соколског друштва Београд I и др. Године 1926. постао је члан масонске ложе Побратим. Бугарчић је био и један од оснивача Српског трговачког двора. Помагао је и бројне хуманитарне организације, међу којима су и: Београдска трговачка омладина, Дом слепих инвалида у Земуну, Дом слепих девојака у Инђији, Дом сироте и напуштене деце у Београду.
Током периода проведеног у Нишу био је уредник листа нишког одбора Народне одбране, који је носио нзив Синђелић. Од 1926. до 1928. био је члан уређивачког одбора Трговинског гласника.
Борио се у Првом светском рату, за шта је био одликован Албанском споменицом и Сребрном и Златном медаљом за ревносну службу. Додељени су му и ордени Белог орла и Светог Саве V степена. Преминуо је 1. марта 1930. године у Београду.